# Aluísio Soares Ribeiro
Aluísio Soares Ribeiro, ou simplesmente Aluísio Ribeiro, (Amarante, 9 de maio de 1921 – Teresina, 27 de maio de 2011) foi um advogado, professor, juiz de direito e político brasileiro, outrora deputado estadual pelo Piauí e desembargador do Tribunal de Justiça do respectivo estado.

## Dados biográficos
Filho de João José Ribeiro e Felismina Soares Ribeiro. Advogado formado pela Faculdade de Direito do Piauí em 1948, foi aprovado em concurso público para juiz de direito nas cidades mineiras de Buenópolis e Campina Verde, mas recusou a nomeação. Consultor jurídico da prefeitura de Teresina, inspetor de ensino, professor do Instituto de Educação Antonino Freire e do Colégio Eurípedes de Aguiar antes de tornar-se juiz de direito em Alto Longá. Primeiro suplente de deputado estadual em 1958, foi secretário do Interior, Justiça e Segurança Pública no governo Tibério Nunes, elegendo-se deputado estadual em 1962 e 1966.
Renunciou ao mandato parlamentar ao ser nomeado desembargador do Tribunal de Justiça do Piauí pelo governador Helvídio Nunes em 1970, permaneceu na corte até 1991.